# Zawiszyn (województwo warmińsko-mazurskie)
Zawiszyn – osada w Polsce położona w województwie warmińsko-mazurskim, w powiecie gołdapskim, w gminie Dubeninki przy drodze wojewódzkiej nr 651.
W latach 1975–1998 miejscowość administracyjnie należała do województwa suwalskiego.
Inne miejscowości o nazwie Zawiszyn: Zawiszyn